# Titanosaurus (kaiju)
Titanosaurus (チタノザウルス Chitanozaurusu?) es un kaiju que apareció por primera vez en la película de Tōhō de 1975 Mechagodzilla no Gyakushū.

## Visión general
En Mechagodzilla no Gyakushū, un científico loco llamado Shinzo Mafune (Akihiko Hirata) se obsesiona profundamente con el estudio de los patrones cerebrales de la vida marina, lo que lo lleva a perder sus credenciales académicas y ser expulsado de la comunidad científica. Tras descender rápidamente a la locura, Mafune logra obtener el control de Titanosaurus y se alía con los aliens del Agujero Negro. El monstruo es utilizado como guardián de los restos destruidos de Mechagodzilla. La película se inicia con un ataque de Titanosaurus a un submarino enviado a investigar dichos restos.
El Dr. Mafune colabora en la restauración y mejora de Mechagodzilla 2, y con ambos monstruos bajo control, inicia su venganza contra la humanidad. Tras una larga batalla en Tokio, Mechagodzilla 2 es destruido por Godzilla, quien posteriormente derrota a Titanosaurus mediante una explosión de su rayo atómico. Titanosaurus cae entonces por un acantilado hacia el océano, y se desconoce si logra sobrevivir.
Desde entonces, Titanosaurus no ha vuelto a aparecer en ninguna película, aunque tuvo una breve aparición mediante material de archivo en los créditos iniciales de la película Godzilla: Final Wars (2004), como uno de los muchos monstruos surgidos a raíz de la devastación provocada por las Guerras Mundiales, junto con Varan, Gezora, Baragon, Gaira y Megaguirus.
Titanosaurus mide 60 metros de altura y pesa 30 000 toneladas métricas.

### Diseño
Titanosaurus comparte su nombre con un verdadero taxón de dinosaurio, aunque no tienen mayores similitudes más allá de la nomenclatura. Su diseño se asemeja más al de los espinosaurios, como el Spinosaurus, Suchomimus o Amargasaurus, ya que presenta adaptaciones acuáticas, un hocico similar al de un cocodrilo y una aleta dorsal en forma de vela, semejante a las espinas de los espinosaurios, aunque posee además una cola en forma de pez.
Originalmente, Titanosaurus iba a ser representado como dos monstruos separados llamados Titanes, que eventualmente se fusionarían en el diseño final. Sin embargo, debido a restricciones presupuestarias, solo se elaboró la versión final del traje de Titanosaurus. Sus rugidos fueron creados combinando sonidos modificados de elefantes con resoplidos de caballos.

### Habilidades
Además de emplear sus dientes y garras en combate, Titanosaurus puede utilizar su cola en forma de abanico para generar ráfagas de viento lo suficientemente potentes como para destruir edificios y lanzar escombros a alta velocidad. En el agua, su cola permite generar remolinos capaces de inmovilizar completamente submarinos, actuando también como una hélice y timón de alta potencia.
Titanosaurus demuestra una notable resistencia y determinación en combate, enfrentando directamente a Godzilla en múltiples ocasiones e incluso levantándolo del suelo utilizando únicamente sus mandíbulas. No obstante, el rayo atómico de Godzilla, junto con su vasta experiencia de combate, terminan por otorgarle una ventaja significativa. Titanosaurus carece de un arma de ataque a distancia en la película, lo que lo deja en desventaja durante los enfrentamientos uno a uno. Sin embargo, la intervención estratégica de Mechagodzilla 2 le permite recuperar o mantener la iniciativa cuando es necesario.
Previo a su primer enfrentamiento, el líder alienígena predice que Titanosaurus herirá gravemente a Godzilla, facilitando su aniquilación posterior con ayuda de Mechagodzilla. Sin embargo, el propio Mafune le expresa a su hija que Mechagodzilla no puede compararse con Titanosaurus, ya que, al ser una máquina carente de vida, nunca podría superarlo. Mafune terminaría lamentando su genialidad cuando los extraterrestres deciden colocar los controles de Mechagodzilla dentro del cuerpo de Katsura.
En Godzilla: Unleashed, Titanosaurus cuenta con un rayo sónico como arma a distancia. Aunque resulta irónico, se justifica explicando que las ondas de sonar del propio Titanosaurus —generadas mientras se encontraba bajo el agua— fueron perturbadas por un dispositivo sónico desarrollado por los humanos. Esta característica se fundamenta en el hecho de que muchas criaturas marinas desarrollan mecanismos similares al sonar o poseen ojos adaptados a la oscuridad de las profundidades oceánicas.

## Apariciones

### Películas
- Terror de Mechagodzilla (1975)
- Godzilla: Final Wars (2004, cameo en metraje)

### Videojuegos
- Battle Soccer: Field no Hasha (SNES - 1992)
- Kaijū-ō Godzilla (Game Boy - 1993)
- Godzilla Trading Battle (PlayStation - 1998)
- Godzilla: Unleashed (Wii - 2007)
- Godzilla Unleashed: Double Smash (NDS - 2007)
- Godzilla Defense Force (2019)

### Literatura
- Godzilla: Gangsters and Goliaths (cómic - 2011)
- Godzilla: Legends (cómic - 2011-2012)
- Godzilla: On Going (cómic - 2012)
- Godzilla: Rulers of Earth (cómic - 2013-2015)